# Эль-Минья (мухафаза)
Эль-Ми́нья (Ми́нья) (араб. المنيا‎) — мухафаза в Арабской Республике Египет. Административный центр — город Эль-Минья. Расположена в центре страны, к югу от дельты Нила и мухафазы Бени-Суэйф, к западу от мухафазы Красное Море, к востоку от мухафазы Эль-Гиза и к северу от мухафаз Вади-эль-Гедид и Асьют. Одна из самых густонаселённых мухафаз Верхнего Египта.

## Название
Название мухафазы и собственного города Эль-Минья восходит к иероглифу Манаат — сокращённому варианту написания Манаат Хуфу — полного имени фараона Хуфу (Хеопса). Этот иероглиф встречается в гробницах Бени-Хасан. Позднее в коптском языке слово преобразовалось в Муне, что означает жилище. Ещё позднее слово было арабизировано и превратилось в сегодняшнее Эль-Минья.

## Административное деление
Мухафаза состоит из 9 административных центров (районов), 10 городов и 57 сельских местных общин, к которым относятся 346 деревень и 1429 мелких поселений.
Города мухафазы:
- Новая Минья — новый город на восточном берегу Нила, напротив Эль-Миньи.
- Абу-Куркас
- Бени-Мазар
- Дейр-Мавас
- Самалут
- Эль-Идва
- Матай
- Магага
- Маллави
- Эль-Минья

## Статистика
- Общая площадь: 32 279 км².
- Процент от общей площади Египта: 3,2 %.
- Население по данным на январь 2011 года — 4 607 000 человек[1].
- Доля населения эль-Миньи от общего числа жителей Египта составляет 5,8 %[1].

## Экономика

### Промышленность
Ведущие отрасли промышленности включают в себя пищевую промышленность (в том числе сахарные заводы, переработка лука), переработку хлопка, парфюмерную промышленность, производство цемента, карьерные разработки (в основном, песчаник) и производство кирпича.

### Сельское хозяйство
К основным сельскохозяйственным культурам относится сахарный тростник, хлопок, бобовые, лук, чеснок, томаты, картофель, дыни и виноград.

### Туризм
В мухафазе хорошо развит туризм, поскольку здесь имеется множество древнеегипетских, римских, коптских и мусульманских памятников истории. Основные достопримечательности:
- Амарна (Тель эль-Амарна) — памятники Древнего Египта, в том числе Ахетатон;
- Бени-Хасан — памятники Древнего Египта;
- Гермополис — памятники греко-римского периода;
- Оксиринх — место находки древних папирусов;
- Монастырь Абу Фана[англ.].

## Известные жители, уроженцы
- Эхнатон — десятый фараон XVIII династии египетских фараонов
- Хеопс — третий фараон IV династии Древнего царства
- Мария Коптская — первая женщина-алхимик
- Худа Шаариви — активистка феминистического движения
- Абдельхаким Амер — военный и политический деятель
- Сузанна Мубарак — супруга 4-го президента Египта
- Таха Хуссейн — писатель
- Луи Авад — филолог и писатель